# Anemone Geyser
De Anemone Geyser is een geiser in het Upper Geyser Basin dat onderdeel uitmaakt van het Nationaal Park Yellowstone in de Verenigde Staten. De geiser bestaat eigenlijk uit twee geisers die vlak bij elkaar gesitueerd zijn. De grootste van de twee geisers is de meest noordelijk gelegen geiser. De Anemone Geyser is vernoemd naar de plant Anemoon.
De geisers hebben een regelmatige eruptie, die kort is en gepaard gaat met veel geluid. Na een eruptie, waarbij het water enkele meters de lucht in wordt gespoten, vloeit het water terug naar de krater. Het komt een enkele keer voor dat de kleine geiser een zeer langdurige eruptie heeft, waardoor de eruptie van de grote geiser veel kleiner is.